# Mikroregion Rodný kraj Františka Kupky
Mikroregion Rodný kraj Františka Kupky je svazek obcí (dle § 49 zákona č.128/2000 Sb. o obcích) v okresu Rychnov nad Kněžnou, jeho sídlem je Dobruška a jeho cílem je další rozvoj měst a obcí, které se stanou členy tohoto svazku, jejich vyrovnání evropským standardům a vývojovým trendům 21. století ve všech oblastech lidského života. Rozhodujícími problémy, které bude svazek řešit budou snižování nezaměstnanosti, zlepšování životního prostředí, rozvoj ekonomiky, infrastruktury, cestovního ruchu a dalších oblastí vymezených § 50 zákona č. 128/2000 Sb., v platném znění, jež korespondují s cíli a posláním svazku. Sdružuje celkem 2 obce a byl založen v roce 2007.

## Obce sdružené v mikroregionu
- Dobruška
- Opočno